# Bibliotheek van Hadrianus
De Bibliotheek van Hadrianus was een gebouwencomplex, dat in de oudheid in Athene stond.
Het complex werd tussen 131 en 132 n.Chr. gebouwd in opdracht van keizer Hadrianus. De huidige naam "Bibliotheek van Hadrianus" stamt uit de 19e eeuw, maar het was meer dan één gebouw en het complex had meerdere functies. Het oorspronkelijke uiterlijk van het bouwwerk werd beschreven door de schrijver Pausanias, die rond 160 Athene bezocht. De Bibliotheek van Hadrianus stond direct ten noorden van de Romeinse Agora. Het gebouw vertoont qua opzet gelijkenis met de in de oudheid befaamde Vredestempel in Rome.
Het was een vrijwel rechthoekig bouwwerk van ongeveer 122 bij 80 meter. Het bestond uit een ommuurd complex, met een grote binnenplaats die aan de noordelijke, oostelijke en zuidelijke zijde werd omgeven door een zuilengalerij. De monumentale entree was op de westelijke zijde. In de oostelijke zijde waren een aantal kamers gebouwd, die de eigenlijke bibliotheek vormden. Hier werden de boekrollen bewaard en waren de leesruimtes. De vier halfronde exedra's op de noordelijke en zuidelijke zijde waren zalen waar les werd gegeven. Op de binnenplaats waren een grote vijver en tuinen aangelegd. In de zuilengalerijen hingen diverse kunstwerken. De westelijke zijde bestond uit het propylon, met aan beide zijden van de entree een rij zuilen in de Korinthische orde. De westelijke muur was gebouwd uit marmer, terwijl de andere drie muren uit gewone kalksteen waren opgetrokken.
Tijdens de inval van de Herulen in 267 werd de bibliotheek zwaar beschadigd. De restanten van het gebouw werden vervolgens in de nieuwe stadsmuur opgenomen. Het gebouw werd in 412 gedeeltelijk gerestaureerd door de Romeinse prefect Herculius. In de vijfde eeuw werd op de binnenplaats ook een kleine kerk gebouwd, die in de 7e eeuw door een driebeukige basilica werd vervangen. Dit gebouw werd in de 11e eeuw vervangen door de Megale Panaghiakerk, die in 1855 afbrandde. In het Ottomaanse tijdperk zetelde de Turkse gouverneur op deze plaats.
De westelijke muur werd in de jaren 1970 en 1980 gerestaureerd. Er zijn plannen om het propylon en de zuidelijke muur te reconstrueren.